# Tagebau Spreetal
Der Tagebau Spreetal lag nördlich von Hoyerswerda. Hier wurde von 1877 bis 1991 Braunkohle gefördert. Die Felder hießen Felder Spreetal, Bluno und Spreetal-Nordost. Nach der Stilllegung entstanden der Blunoer Südsee, der Neuwieser See, der Sabrodter See und der Bergener See.
Gerhard Gundermann arbeitete hier von 1975 bis 1992.
Am 12. Oktober 2010 kam es zu einem großen Grundbruch.